# Hanoi Taxi (máy bay)

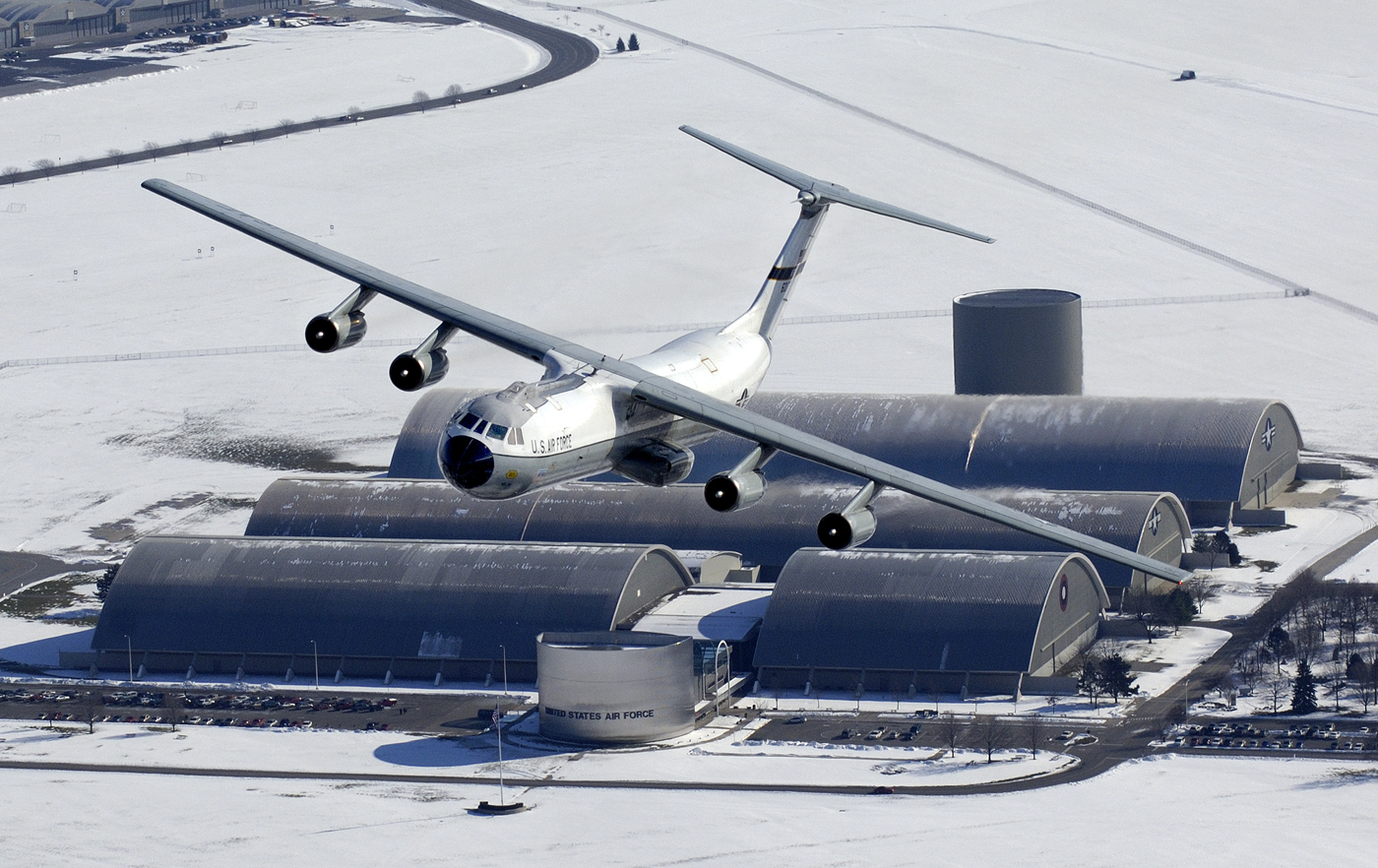
Hanoi Taxi đang bay trên Bảo tàng Quốc gia Không lực Hoa Kỳ tháng 12 năm 2005

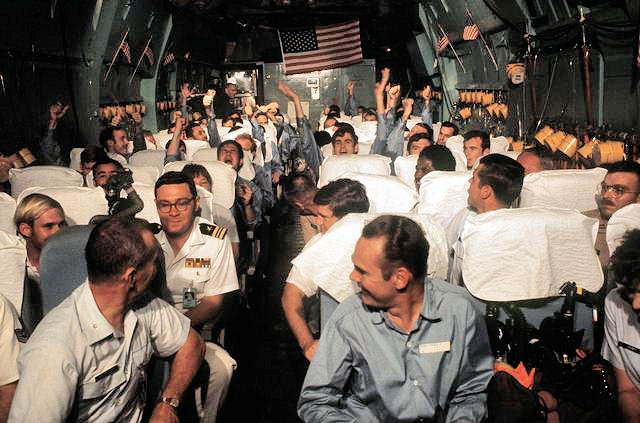
Một bức ảnh mới công bố gần đây về những tù binh được "Hanoi Taxi" đưa từ Hà Nội về Căn cứ Không quân Clark, Philippines, tháng 3 năm 1973.

Hanoi Taxi là một chiếc máy bay vận tải quân sự chiến lược Lockheed C-141 Starlifter (số hiệu 66-0177) của Không Lực Hoa Kỳ nổi tiếng vì đã đưa những tù binh người Mỹ đầu tiên về nước trong Operation Homecoming. Chiếc máy bay này được bàn giao cho Không lực Hoa Kỳ vào năm 1967 và là chiếc C-141 cuối cùng được cho nghỉ sau 40 năm phục vụ.

## Lịch sử

### Trong Chiến tranh Việt Nam
Cuối thập niên 1960 và đầu thập niên 1970, 66-0177 được biên chế vào Phi đội Không vận số 63 tại Căn cứ Không quân Norton, San Bernardino, California.
Hanoi Taxi đã chở Bob Hope tới USO biểu diễn ở miền Nam Việt Nam. Hanoi Taxi từng được sử dụng vào năm 1973, trong những ngày tháng cuối cùng của Chiến tranh Việt Nam, để đưa các tù binh người Mỹ từ Bắc Việt Nam về nước. Thượng nghị sĩ bang Arizona John McCain là một trong những tù binh đã được Hanoi Taxi đưa về Tổ quốc. Cái tên Hanoi Taxi bắt đầu phổ biến từ khi những tù binh trên chuyến bay này viết nó lên tấm bảng của kỹ sư chuyến bay.

### Sau Chiến tranh Việt Nam

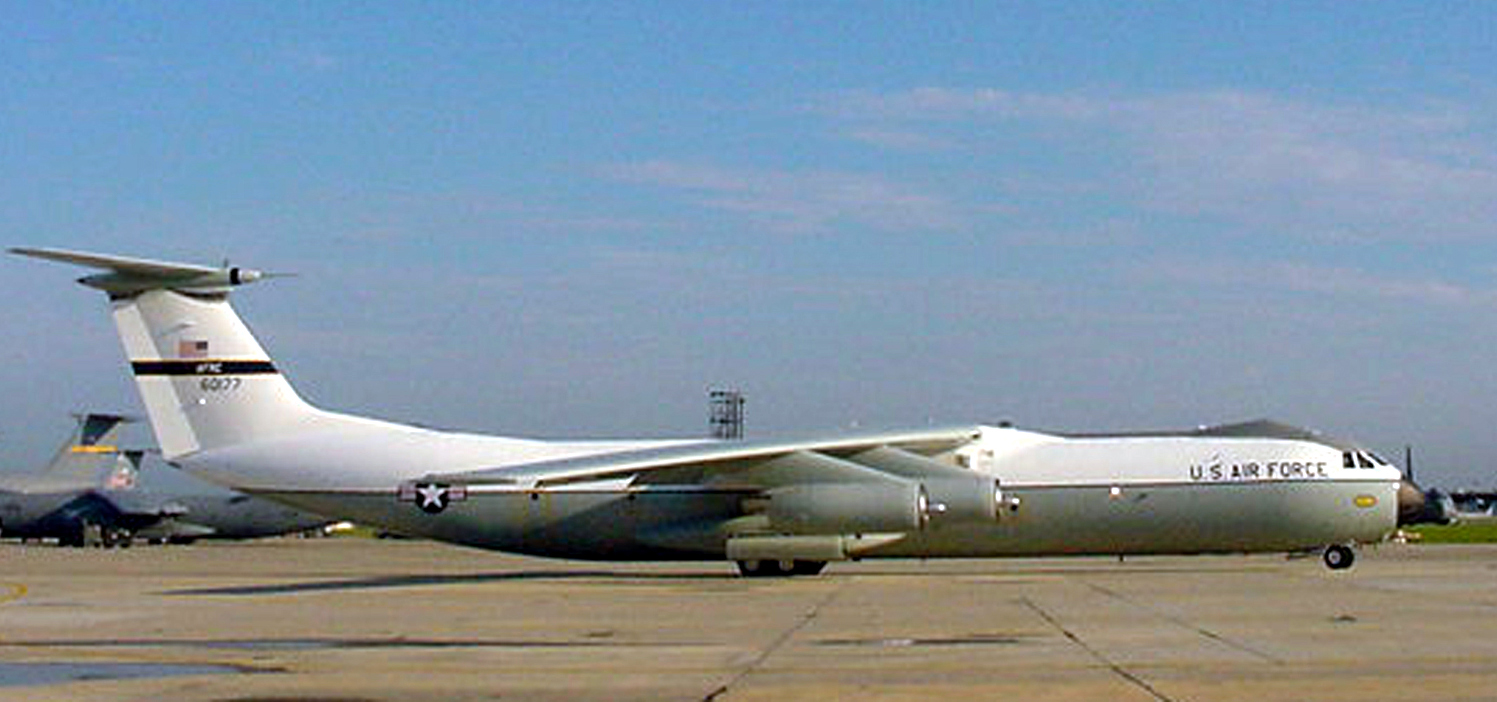
Hanoi Taxi sau khi được sơn lại vào năm 2002 trở lại màu sơn vốn có hồi thập niên 1970. Những chiếc C-141 khác có màu sơn tiêu chuẩn của không quân ở phía sau.

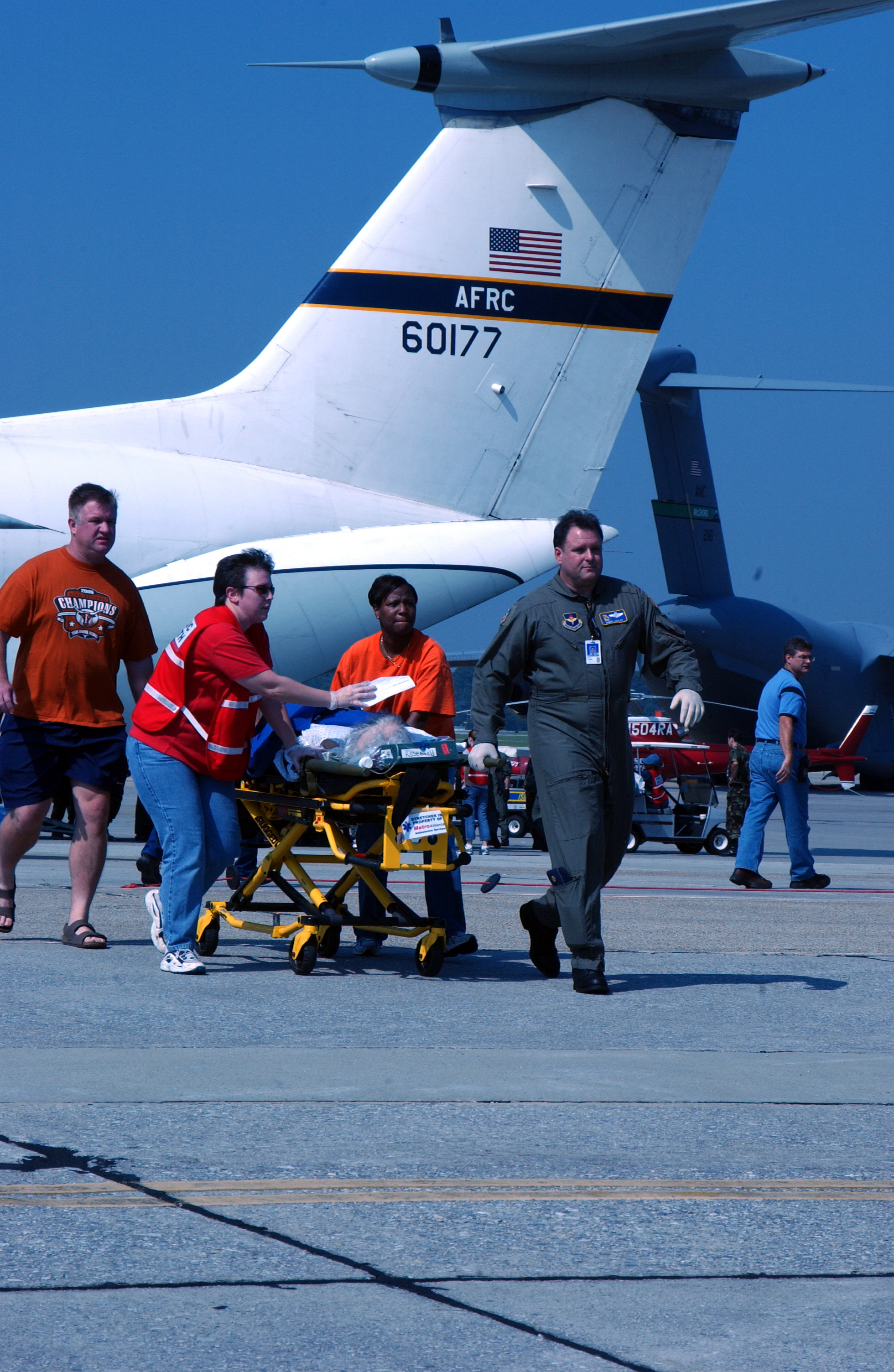
Những tình nguyện viên từ Căn cứ Không quân Dự bị Dobbins, Ga, đang đưa một bệnh nhân từ Hanoi Taxi vào nơi chữa bệnh. Khoảng 100 nạn nhân của cơn bão Katrina đã được đưa bằng máy bay tới Dobbins để chuyển tới các bệnh viện ở Atlanta.

Sau này, chiếc máy bay này được chuyển sang biên chế của Phi đội Không vận số 445 tại Căn cứ Không quân Wright Patterson (WPAFB) vùng Không quân A ở Ohio. Năm 2002, lịch sử của chiếc máy bay này được chỉ huy trưởng máy bay kể lại; và khi nó được nâng cấp lên C-141C, Không quân Hoa Kỳ đã sơn lại nó đúng màu trắng xám như nó từng được sơn vào năm 1973 khi thực hiện nhiệm vụ bay đến Hà Nội đưa tù binh về nước. Chữ ký của các tù binh được thả tự do vẫn còn được lưu giữ trên tấm bảng qua nhiều năm và là hiện vật nổi bật của "bảo tàng bay" này. Những tấm thẻ quân nhân, tài liệu và ảnh của chuyến trở về được Phi đội Không vận số 445 sưu tập và trưng bày ngay trên chiếc máy bay này. Những bản khắc tên của các quân nhân mất tích khi chiến đấu (MIA) được dập lại từ Đài tưởng niệm chiến tranh Việt Nam ở Washington và được gắn lên chiếc máy bay. Những tấm ảnh có khung, những tấm thẻ quân nhân, và các kỷ vật khác góp phần tạo nên nội thất của chiếc máy bay. Sau khi được khôi phục, chiếc máy bay bắt đầu đón công chúng tới tham quan trong triển lãm hàng không Dayton năm 2003. Nó được đưa đi trưng bày tại nhiều nơi cho đến khi được cho nghỉ hẳn vào tháng 5 năm 2006.

### Cơn bão Katrina
Năm 2005, Hanoi Taxi là một trong những chiếc máy bay được Không quân Hoa Kỳ sử dụng để sơ tán nhân dân khỏi cơn bão Katrina. Chiếc máy bay này và những máy bay khác đã sơ tán hàng nghìn người dân, bao gồm cả hàng trăm bệnh nhân. Cũng giống như lúc bắt đầu sự nghiệp, vào lúc cuối sự nghiệp của mình, chiếc máy bay này đã đưa những công dân Mỹ thoát khỏi nơi nguy hiểm đến nơi an toàn.

### Nghỉ phục vụ
Hanoi Taxi là một trong tám chiếc C-141 được lên kế hoạch cho nghỉ phục vụ vào năm 2006, và là chiếc C-141 cuối cùng được cho nghỉ. Vào lúc 9:30 sáng ngày thứ Bảy, mùng 6 tháng 5 năm 2006, Hanoi Taxi đã đáp cánh lần cuối cùng và được chào đón bằng một nghi lễ chính thức tại Bảo tàng Quốc gia Không lực Hoa Kỳ đặt tại Căn cứ Không quân Wright-Patterson, vùng không quân B ở Riverside, Ohio gần Dayton. Hanoi Taxi hiện giờ là một phần của bộ sưu tập trưng bày vĩnh viễn trong bảo tàng này.
Một trong những vị chỉ huy máy bay C-141 cuối cùng trong lịch sử Không lực Hoa Kỳ - Phi công Chính Michael Engle, đã chỉ huy chiếc máy bay này cho đến lúc nó được nghỉ phục vụ.